# Storetå
Storetåen (latin: hallux, pl. halluces) er den inderste af menneskets fem tæer på foden. Det er ikke hos alle mennesker den længste tå. 

## Knogler
Storetåen består af to rørknogler: Phalanx proximalis, som er den inderste tåknogle og phalanx distalis, som er den yderste tåknogle.

## Led

### Metatarsophalangealleddet
Hallux' grundled, articulatio metatarsophalangealis pedis, mellem 1. metatars (mellemfodsknogle) og phalanx proximalis (første tåknogle) betegnes som et ægte led (med ledkapsel) og et simpelt led (bestående af to knogler med én ledflade på hver). Desuden er det et indskrænket kugleled. Dvs. at det i neutral/ekstenderet stilling fungerer som et kugleled og dermed kan flektere (bøje tåen nedad) og ekstendere (bøje tåen opad), abducere (trække tåen ud til siden - væk fra de andre tæer) og adducere (trække tåen ind mod de andre tæer), samt pronere og supinere (rotere til begge sider) - sidstnævnte dog ikke aktivt, da der ikke er muskler til rotationsbevægelserne. I flekteret stilling fungerer leddet dog som et hængselled, der kun kan flektere og ekstendere, fordi de collaterale ligamenter (ledbåndene på siderne af leddet) er stramme under fleksion. 
Metatarsophalangealleddene svarer til håndens knoer og er at finde lidt før foden deler sig i tæerne.
Bevægeligheden er under normale omstændigheder fra 65° ekstension (opad) til 35° fleksion (nedad). Er bevægeligheden en anden, er leddet enten hypomobilt (nedsat bevægelighed) eller hypermobilt (øget bevægeligt), hvilket kan skyldes arvelig disponering (genetik), sygdom, inaktivitet/overaktivitet, m.v. Dette kan konstateres af fodterapeut eller fysioterapeut.  

### Interphalangealleddet
Selve storetåen har - i modsætning til de øvrige tæer - kun ét led; articulatio interphalangealis pedis. Det er også et ægte led (med ledkapsel) og et simpelt led (bestående af to knogler med én ledflade på hver). Desuden er interphalangealleddet et hængselled, som kan flektere og ekstendere, og som har stramme, collaterale ligamenter (ledbånd på siderne).
Bevægeligheden er under normale omstændigheder fra 0° (neutral) til 60° fleksion (nedad). Er bevægeligheden en anden, er leddet enten hypomobilt (nedsat bevægelighed) eller hypermobilt (øget bevægelighed), hvilket kan skyldes arvelig disponering (genetik), sygdom, inaktivitet/overaktivitet, m.v. Dette kan konstateres af fodterapeut eller fysioterapeut. 

## Muskler

### Dorsal muskulatur (ovenpå)

#### Fleksorer
På basis af phalanx distalis (nederst på yderste tåknogle) insererer (hæfter) muskelsenen af musculus extensor hallucis longus (der udspringer fra forsiden af lægbenet/fibula). Før insertionen sætter musculus extensor hallucis brevis sig fast på longus-musklen. 
Disse to muskler styrer tilsammen ekstensionen (opadbøjningen) i metatarsophalangealleddet, hvilket sker under gangafvikling lige før afsæt/tåløft, dvs. i afviklingsfasen. 
Disse er for slappe ved hallux extensus ("optimisttå").

### Plantar muskulatur (nedenunder)

#### Ekstensorer
På basis af phalanx distalis (nederst på yderste tåknogle) insererer (hæfter) muskelsenen af musculus flexor hallucis longus (der udspringer fra bagsiden af lægbenet/fibula). 
Udenpå longus-musklen ligger musculus flexor hallucis brevis, der udspringer fra ligamenter (ledbånd) og ledkapsler i tarsus (bagfoden) - særligt os cuboideum (terningebenet). Musklen deler sig i to muskelbuge, der forløber op under 1. metatars og insererer (hæfter) hhv. lateralt og medialt (på siderne) på basis af phalanx distalis (nederst på yderste tåknogle). Ved musklens insertion er hæftningen indvævet i sesamknoglerne. 
Disse to muskler styrer tilsammen fleksionen (nedadbøjningen) i metatarsophalangealleddet. Desuden styrer longus-musklen fleksionen i interphalangealleddet. 
Disse er for stærke/stramme/korte ved hallux extensus ("optimisttå").

#### Abduktor
Musculus abductor hallucis udspringer fra hhv. tuber calcanei processus medialis (under hælbenet) og fascia plantaris' forstærkning, aponeurosis plantaris. Musklen løber medialt (i svangen) og insererer medialt på basis af hallux phalanx proximalis, dvs. sætter sig fast på ydersiden af første tåknogle i storetåen. Den styrer abduktionen og har til opgave at trække (abducere) storetåen (hallux) væk fra de andre tæer (digiti pedis). 
Denne er for slap ved hallux valgus (skæv storetå).

#### Adduktor
Musculus aductor hallucis. Den har to hoveder: Caput obliqum og caput transversum. 
- Caput obliqum udspringer fra ledbåndet ligamentum plantare longum.
- Caput transversum udspringer fra knoglehovederne af 2.-5. metatars (mellemfodsknogler), samt fra ledbåndet ligamentum metatarseum transversum profundum, der holder disse knogler sammen.

De to muskelhoveder forenes og insererer lateralt på basis af hallux phalanx proximalis, dvs. sætter sig fast på indersiden af første tåknogle i storetåen. Musklen styrer adduktionen, og har til opgave at trække (adducere) storetåen ind mod de andre tæer.
Denne muskel er for stærk, stram eller kort ved hallux valgus (skæv storetå).